# The Complete Robot
Exemplo
The Complete Robot (no Brasil, Nós Robôs) é um livro de ficção científica de Isaac Asimov, publicado em 1982.
É uma coletânea de 31 contos sobre os robôs publicados entre 1939 a 1977, inclusive as histórias reunidas na primeira coletânea, I, Robot(1950) (Eu, Robô).
Contem todas as histórias com a participação de Susan Calvin, e histórias muito boas, como por exemplo, 'O Homem Bicentenário', 'Pobre Robô Perdido' e 'Robbie'.
'Robbie' é a primeira história de robôs escrita por Asimov.
Contem os seguintes contos:

## Robôs não humanos
- O melhor amigo de um garoto - Um garoto tem um robô cachorro
- Sally - Um carro robô
- Um dia - Um computador contador de Histórias

## Robôs Imóveis
Contos com computadores
- Ponto de vista
- Pense!
- Amor verdadeiro

## Robôs Metálicos
- Robô AL-76 extraviado
- Vitória involuntária
- Estranho no paraíso
- Versos na luz
- Segregacionista
- Robbie

## Robôs humanóides
- Vamos nos Unir
- Imagem Especular (Uma história com Elijah Baley e R. Daneel Olivaw)
- O incidente do tricentenário

## Powell e Donovan
- Primeira Lei
- Corre-corre
- Razão
- Pegue aquele coelho

## Susan Calvin
- Mentiroso
- Satisfação garantida
- Lenny
- Escravo
- O robozinho perdido
- Risco
- Fuga
- Evidência
- O conflito evitável
- Intuição feminina

## Dois clímax
- ...Para que vos ocupeis dele
- O homem bicentenário